# Ophiothrix liodisca
Ophiothrix liodisca är en ormstjärneart som beskrevs av Hubert Lyman Clark 1915. Ophiothrix liodisca ingår i släktet Ophiothrix och familjen Ophiothrichidae. Inga underarter finns listade i Catalogue of Life.